# 鮑爾斯 (加利福尼亞州)
鮑爾斯（英語：Bowles）是位於美國加利福尼亞州弗雷斯諾縣的一個人口普查指定地區。

## 地理
鮑爾斯的座標為37°36′15″N 119°45′04″W / 37.60417°N 119.75111°W，而該地最高點為海拔高度85米（即279英尺）。

## 人口
根據2010年美國人口普查的數據，鮑爾斯的面積為0.99平方千米，當中陸地面積為0.99平方千米，而水域面積為0.00平方千米。當地共有人口166人，而人口密度為每平方千米167人。